# (19816) Wayneseyfert
(19816) Wayneseyfert (2000 SO128) – planetoida z grupy pasa głównego asteroid okrążająca Słońce w ciągu 3,32 lat w średniej odległości 2,22 j.a. Odkryta 24 września 2000 roku.